# قدیروفتسی
قدیروفتسی یک سازمان شبه‌نظامی در چچن، روسیه است که مسئولیتش محافظ شخصی احمد قدیروف رئیس‌جمهور چچن است. عبارت قدیروفتسی عموماً در چچن برای اشاره به افراد مسلح تحت کنترل رئیس‌جمهور مردم چچن مورد استفاده قرار می‌گیرد.